# Seroczyn-Kolonia
Seroczyn-Kolonia – kolonia w Polsce położona w województwie mazowieckim, w powiecie sokołowskim, w gminie Sterdyń. Ma status sołectwa.
W latach 1975–1998 miejscowość administracyjnie należała do województwa siedleckiego.
Mieszkańcy wyznania rzymskokatolickiego należą do parafii św. Anny w Sterdyni lub do parafii Podwyższenia Krzyża Świętego w Seroczynie